# Thoropa miliaris
Thoropa miliaris är en groddjursart som först beskrevs av Johann Baptist von Spix 1824.  Thoropa miliaris ingår i släktet Thoropa och familjen Cycloramphidae. IUCN kategoriserar arten globalt som livskraftig. Inga underarter finns listade i Catalogue of Life.